# Грмушани
Грмушани су насељено мјесто у општини Двор, у Банији, Сисачко-мославачка жупанија, Република Хрватска.

## Историја
Грмушани су се од распада Југославије до августа 1995. године налазили у Републици Српској Крајини.

## Становништво
На попису становништва 2011. године, Грмушани су имали 118 становника.
| Националност       | 1991. | 1981. | 1971. | 1961. |
| Срби               | 241   | 199   | 222   | 255   |
| Југословени        | 5     | 18    | 6     |       |
| Хрвати             | 1     | 1     |       |       |
| остали и непознато | 2     | 2     |       |       |
| Укупно             | 249   | 220   | 228   | 255   |

| Демографија | Демографија | Демографија |
| Година      | Становника  | Становника  |
| ----------- | ----------- | ----------- |
| 1961.       | 255         |             |
| 1971.       | 228         |             |
| 1981.       | 220         |             |
| 1991.       | 249         |             |
| 2001.       | 142         |             |
| 2011.       |             | 118         |

## Попис1991.
На попису становништва 1991. године, насељено место Грмушани је имало 249 становника, следећег националног састава:
| Попис 1991.‍ | Попис 1991.‍ | Попис 1991.‍ | Попис 1991.‍ | Попис 1991.‍ |
| ----------- | ----------- | ----------- | ----------- | ----------- |
|             |             |             |             |             |
| Срби        | Срби        |             | 241         | 96,78%      |
| Југословени | Југословени |             | 5           | 2,00%       |
| Хрвати      | Хрвати      |             | 1           | 0,40%       |
| непознато   | непознато   |             | 2           | 0,80%       |
| укупно: 249 |             |             |             |             |